# Şırnak (district)
Şırnak is een Turks district in de provincie Şırnak en telt 78.231 inwoners (2007). Het district heeft een oppervlakte van 1863,6 km².
De bevolkingsontwikkeling van het district is weergegeven in onderstaande tabel.
| 1997   | 2000   | 2007   |
| ------ | ------ | ------ |
| 61.925 | 69.853 | 78.231 |

Beytüşşebap · Cizre · Güçlükonak · İdil · Silopi · Şırnak · Uludere